# FIP (Hörfunksender)
FIP (früher France Inter Paris) ist ein französisches Hörfunkprogramm, das fast ausschließlich Musik vielerlei Stilrichtung enthält. FIP gehört zur öffentlich-rechtlichen Sendeanstalt Radio France mit Sitz in Paris.
Der Slogan des Senders lautet: « Respirez ! Vous êtes sur FIP. » (deutsch: „Atmen Sie durch! Sie sind bei FIP.“)

## Programm
Das Konzept des Senders hat sich seit seiner Gründung im Jahr 1971 kaum verändert und besteht aus einer eklektischen Musikauswahl vor allem aus Jazz, Pop, Chanson, Filmmusik, Weltmusik und Klassik, in die regionale Verkehrshinweise, Kultur- und Veranstaltungsinformationen eingebettet sind. Die Musikrichtungen wechseln sich von Titel zu Titel scheinbar beliebig ab, ohne abrupte Übergänge. Hinter der Auswahl stehen acht Musikredakteure (programmateurs), die den Programmablauf planen. Jeder ist für zwei Stunden täglich verantwortlich. Nach Angaben des Direktors des Senders, Ruddy Aboab (seit 1. Januar 2022 im Amt), sind sie in ihrer Auswahl frei; Leitidee sei nur, dass kein Musikstück und kein Musiker zweimal am selben Tag zu hören und jede Doppelstunde so eklektisch wie möglich angelegt sein solle. Unterbrochen wird das werbefreie Programm von 7 bis 19 Uhr von Kurznachrichten jeweils zehn Minuten vor der vollen Stunde. Seit 1982 bereichert die moderierte Jazz-Sendung Jazz à FIP von 19 bis 20 Uhr das Programm; um 20 Uhr folgen oft Themenabende und Konzertübertragungen. Bekannt ist FIP für seinen ruhigen Ansagestil, der sich von den lebhaften Moderationen anderer französischer Sender abhebt. In den Anfangsjahren war die Intonation der so genannten FIPettes prägend, von Ansagerinnen, die die wenigen Wortbeiträge mit einer beruhigenden, gleichsam sinnlichen Stimme verlasen und in Frankreich mit dem legendären Paris-Orly-Stil verglichen wurden, den Lautsprecheransagen am Flughafen Orly. Auch die heute présentatrices genannten Sprecherinnen sind nach Angaben der Sendeleiters, Aboab, in der Gestaltung weitgehend frei: Ansagen erfolgen alle zehn bis zwanzig Minuten, sie sollen sich direkt oder indirekt auf die Musik beziehen (z. B. atmosphärisch oder in Form von An- oder Absagen), nie Bezug auf Nachrichten oder Programmfremdes nehmen und immer kurz und im typischen FIP-Ton gehalten sein.

## Geschichte und weitere Entwicklung
Das Programm wurde im Januar 1971 von Jean Garretto und Pierre Codou, zwei Moderatoren von France Inter, unter dem Namen France Inter Paris geschaffen. Es sollte ein Pariser Großstadtradio sein, das Verkehrsinformationen und eine entspannende Musikmischung für den staugeplagten Hauptstädter bietet. Die Ansagen erfolgen bis heute während instrumentalen Musikstücken und werden fast ausschließlich von Sprecherinnen gesprochen. Diese wurden außer für ihre sinnlichen Stimmen vor allem dafür berühmt, dass sie die Verkehrsprobleme gern mit Humor und Ironie beschrieben. Anfangs sendete man nur auf der Mittelwellenfrequenz 585 kHz (514 m), doch wurde bald auch mit der Verbreitung über Ultrakurzwelle begonnen, die mit der Zeit zudem um Stereoton ergänzt wurde.
Das Pariser Konzept wurde auf weitere französische Städte übertragen. Die Benennung neuer FIP-Programme erfolgte zunächst nach dem Pariser Muster, sodass bspw. in Straßburg das Programm France Inter Strasbourg (FIS) hieß. In den 1980er Jahren wurde die gemeinsame Marke „FIP“ geschaffen und die Stationen nach ihrem Standort in FIP Paris, FIP Strasbourg etc. umbenannt.
| FIP-Stationen mit lokalem Programm                            | Sitz       | Sendebeginn | Sendestopp |
| ------------------------------------------------------------- | ---------- | ----------- | ---------- |
| France Inter Paris (FIP); FIP Paris                           | Paris      | 1971        |            |
| France Inter Bordeaux (FIB); FIP Bordeaux                     | Bordeaux   | 1972        | 2020       |
| France Inter Lille (FIL); FIP Lille                           | Lille      | 1972        | 2000       |
| France Inter Lorraine (FIL) France Inter Metz (FIM); FIP Metz | Nancy Metz | 1972 1984   | 1984 2000  |
| France Inter Lyon (FIL); FIP Lyon                             | Lyon       | 1972        | 2000       |
| France Inter Marseille (FIM); FIP Marseille                   | Marseille  | 1972        | 2000       |
| France Inter Reims (FIR); FIP Reims                           | Reims      | 1972        | 1988       |
| France Inter Côte d’Azur (FICA); FIP Côte d’Azur              | Nizza      | 1973        | 2000       |
| France Inter Toulouse (FIT)                                   | Toulouse   | 1973        | 1984       |
| France Inter Loire-Atlantique (FILA); FIP Nantes              | Nantes     | 1974        | 2020       |
| France Inter Strasbourg (FIS); FIP Strasbourg                 | Straßburg  | 1978        | 2020       |
| FIP Tours                                                     | Tours      | 1985        | 1988       |
| FIP Cherbourg                                                 | Cherbourg  | 1986        | 1987       |

Zwischen 1984 und 1988 wurden die FIP-Stationen in Toulouse, Cherbourg, Reims und Tours zugunsten von neuen öffentlich-rechtlichen Regionalprogrammen geschlossen. In Lothringen wurde die Station aus demselben Grund auf das Gebiet um Metz und Forbach beschränkt und das Studio von Nancy nach Metz verlagert.
Im Jahr 2000 wurden weitere fünf FIP-Stationen trotz Zuhörerprotests geschlossen. Der damalige Präsident von Radio France, Jean-Marie Cavada, wollte aus den bisherigen Regionalradios von Radio France und dem zunächst als Seniorensender konzipierten Radio Bleue ein fünftes landesweites Programm (heute France Bleu) neben France Inter, France Culture, France Musique und France Info schaffen. Da FIP Lille, FIP Lyon und FIP Marseille nur über eine kleine Hörerschaft verfügten, wurden ihre Frequenzen dem Jugendsender Le Mouv zugewiesen, dessen Reichweite ebenfalls ausgebaut werden sollte. FIP verblieben danach noch fünf terrestrische Frequenzen in Paris, Straßburg, Bordeaux und Nantes.
Unter dem neuen Präsidenten von Radio France, Jean-Paul Cluzels (ab 2004), wurde die Reichweite von FIP wieder ausgebaut. Mit einer im Juli 2006 auf Sendung gegangenen Frequenz in Montpellier erfolgte die erste Neuaufschaltung für FIP seit langem. Doch wurde hier keine lokale FIP-Station geschaffen, sondern das Pariser Programm übernommen, dessen Inhalte inzwischen weniger Paris-bezogen waren. 2007 folgte eine zusätzliche Frequenz für FIP Bordeaux in Arcachon. Im Juli 2007 wurden Frequenzen in Rennes und Marseille und im Juni 2008 in Toulouse aufgeschaltet, die das Pariser FIP-Programm übernahmen. 
Im Dezember 2020 wurden die drei verbleibenden lokalen FIP-Programme geschlossen und durch das Pariser Programm ersetzt. Seither läuft über alle FIP-Sender dasselbe Programm.
Nachdem es 2008 zwischen Radio France und CanalSat zu keiner Einigung über die finanziellen Aspekte der Satellitenverbreitung der Radio-France-Programme gekommen war, wurde diese von CanalSat zum 1. Juli 2008 unterbrochen und FIP war seitdem nicht mehr über TPS (Eutelsat 13° Ost) und CanalSat (Astra 19,2° Ost) empfangbar. Als man sich über neue Vertragsbedingungen einigte, wurde die Verbreitung durch CanalSat am 20. Januar 2009 wieder aufgenommen. Allerdings erfolgt die Ausstrahlung nur noch über Astra 19,2° Ost, da die Verbreitung des TPS-Pakets über Eutelsat 13° Ost Ende 2008 eingestellt worden war.
Seit dem Sommer 2016 gibt es neben dem Hauptprogramm sechs musikalisch-thematische FIP-Spartenkanäle, die als Streaming Audio verbreitet werden:
- FIP Electro (elektronische Musik)
- FIP Groove
- FIP Jazz
- FIP Metal
- FIP Monde (Weltmusik)
- FIP Nouveautés (Neuheiten)
- FIP Pop
- FIP Reggae
- FIP Rock.

Sparpläne, die unter früheren FIP-Direktoren diskutiert wurden, sind seit dem Direktorium Bérénice Ravaches (2017 bis 2021) nicht mehr im Gespräch. 2021 feierte FIP sein fünfzigjähriges Bestehen. Zu diesem Zeitpunkt hatte es 742.000 UKW-Hörer pro Tag, was den ununterbrochenen Anstieg der Hörerzahl seit fünfzehn Jahren fortsetzte. Seine terrestrische Verbreitung, bisher auf zehn Städte und damit auf ein Gebiet von rund einem Viertel des französischen Territoriums beschränkt, soll durch den Einsatz digitalen terrestrischen Rundfunks im Jahr 2028 etwa 85 Prozent des Landes abdecken.

## Technik
Das Musikbett sowie die stündlichen Nachrichten von FIP werden in Paris zusammengestellt und an alle lokalen FIP-Stationen über interne Leitungen übermittelt. Vor Ort werden über das gelieferte Zentralsignal von örtlichen Sprecherinnen während instrumentaler Musikstücke Ansagen für die jeweilige Stadt eingesprochen. Das in Paris moderierte Abendprogramm zwischen 19.30 und 23 Uhr wird überall ohne lokale Beiträge ausgestrahlt. Im Nachtbetrieb zwischen 23 und 7 Uhr erfolgt die Musikauswahl automatisiert mit aufgezeichneten Ansagen, in denen u. a. die Frequenzen genannt werden.
FIP dient als „principal fil musical de secours“ von Radio France, als „musikalischer roter Faden in Notfällen“. Dies bedeutet, dass bei technischen Pannen etwa auf France Inter, France Culture o. a. statt der gestörten oder entfallenen Programme die laufende FIP-Sendung übernommen wird. Während Mitarbeiterstreiks bei Radio France, die in der Regel alle Abteilungen des Hauses zugleich betreffen, erfolgt die FIP-Programmgestaltung wie im Nachtbetrieb automatisiert und ohne Live-Ansagen; Redakteure und Ansager sind an der Programmgestaltung nicht beteiligt. FIP läuft dann auf allen Hörfunkfrequenzen von Radio France als Ersatzprogramm. Eingeflochten werden vorproduzierte Ansagen, die den Anlass der Programmänderung nennen. 
In allen französischen Kabelnetzen wird außerhalb der Gebiete der lokalen FIP-Stationen über das Satellitenbouquet von CanalSat, die DAB-Testensembles von Radio France in Paris, Marseille, Toulouse und Nantes sowie die Internet-Streams die Pariser Variante des FIP-Programms verbreitet.
Im März 2007 wurde über den Satelliten Atlantic Bird 3 die bisher nur intern verteilte und der Zuspeisung lokaler Ansagen dienende Variante (ohne lokale Ansagen) aufgeschaltet, die seitdem unter der Kennung „FIP Région“ auf diesem Satelliten zugänglich ist. (Diese Verbreitung wird auch für die Zuführung für neu zugeteilte Frequenzen genutzt.)

## Empfang

### Terrestrische Frequenzen
- Arcachon 96,5 MHz
- Bordeaux 96,7 MHz
- Marseille 90,9 MHz
- Montpellier 99,7 MHz
- Nantes 95,7 MHz
- Rennes 101,2 MHz
- Paris 105,1 MHz
- Saint-Nazaire 97,2 MHz
- Straßburg 92,3 MHz
- Toulouse 103,5 MHz[3]

### Unverschlüsselte digitale Verbreitung über Satellit
- Astra 1H (19,2° Ost)
  - Programm: FIP Paris
  - Downlinkfrequenz: 12.363,00 MHz, vertikale Polarisation
  - Symbolrate: 27,500 MSymb/s

- Atlantic Bird 3 (5° West)
  - Programm: FIP (ohne lokale Informationen)
  - Downlinkfrequenz: 12.543,00 MHz, horizontale Polarisation (Transponder KA7)
  - Symbolrate: 27,5 MSymb/s
  - Verbreitung zur Signalzuführung terrestrischer Sender

### Webchannel
Die Spartenkanäle von FIP werden als reiner Webchannel im Internet verbreitet.

## FIP als Piratensender
In der südenglischen Stadt Brighton wurde FIP über sieben Jahre lang von Fans des Senders als Piratensender auf zwei UKW-Frequenzen verbreitet und erfreute sich mit seiner bunten Musikmischung dort großer Beliebtheit. Mittlerweile wurde die Ausstrahlung durch die britische Aufsichtsbehörde beendet, jedoch gilt die FIP-Ausstrahlung als der am längsten durchgehend sendende landbasierte Piratensender im Vereinigten Königreich. Nach der Abschaltung hat sich eine Vereinigung gegründet, die für die Rückkehr von FIP in den Brightoner Äther kämpft.